# Ptilomera
Ptilomera is een geslacht van wantsen uit de familie van de Gerridae (schaatsenrijders). Het geslacht werd voor het eerst wetenschappelijk beschreven door Charles Jean-Baptiste Amyot en Jean Guillaume Audinet Serville in 1843.

## Soorten
Het genus bevat de volgende soorten:

- Ptilomera aello Breddin, 1906
- Ptilomera agriodes Schmidt, 1926
- Ptilomera arfak D. Polhemus & J. Polhemus, 2001
- Ptilomera assamensis Hungerford & Matsuda, 1965
- Ptilomera biroi D. Polhemus & J. Polhemus, 2001
- Ptilomera bismarckensis D. Polhemus & J. Polhemus, 2001
- Ptilomera breddini Hungerford & Matsuda, 1965
- Ptilomera burmana D.Polhemus, 2001
- Ptilomera cheesmanae Hungerford & Matsuda, 1965
- Ptilomera chiasma Nieser & Chen, 1992
- Ptilomera chinai Hungerford & Matsuda, 1965
- Ptilomera cingalensis Stål, 1855
- Ptilomera dorceus Breddin, 1901
- Ptilomera dromas Breddin, 1901
- Ptilomera etna D. Polhemus & J. Polhemus, 2001
- Ptilomera fang D.Polhemus, 2001
- Ptilomera gressitti Hungerford & Matsuda, 1965
- Ptilomera harpalos Schmidt, 1926
- Ptilomera hemmingseni Andersen, 1967
- Ptilomera himalayensis Hungerford & Matsuda, 1958
- Ptilomera hungerfordi Andersen, 1967
- Ptilomera hylactor Breddin, 1903
- Ptilomera insularis D. Polhemus & J. Polhemus, 2001
- Ptilomera iriana D. Polhemus & J. Polhemus, 2001
- Ptilomera jariyae Vitheepradit & Sites, 2007
- Ptilomera jimi D. Polhemus & J. Polhemus, 2001
- Ptilomera kirkaldyi Hungerford & Matsuda, 1965
- Ptilomera kiunga D. Polhemus & J. Polhemus, 2001
- Ptilomera kra Vitheepradit & Sites, 2007
- Ptilomera kutubu D. Polhemus & J. Polhemus, 2001
- Ptilomera laelaps Breddin, 1901
- Ptilomera laticaudata (Hardwicke, 1825)
- Ptilomera lundbladi Hungerford & Matsuda, 1965
- Ptilomera maai Hungerford & Matsuda, 1965
- Ptilomera misoolensis D. Polhemus & J. Polhemus, 2001
- Ptilomera morobe D. Polhemus & J. Polhemus, 2001
- Ptilomera nagalanda Jehamalar & Chandra, 2018
- Ptilomera novabrittanica D. Polhemus & J. Polhemus, 2001
- Ptilomera nunikanensis Hungerford & Matsuda, 1965
- Ptilomera occidentalis Zettel, 2003
- Ptilomera omo D. Polhemus & J. Polhemus, 2001
- Ptilomera oribasus Breddin, 1901
- Ptilomera palawanensis D. Polhemus, 1998
- Ptilomera pamphagus Breddin, 1901
- Ptilomera papuensis Hungerford & Matsuda, 1965
- Ptilomera sarawakensis Hungerford & Matsuda, 1965
- Ptilomera schmidti Gupta & Chaturvedi, 2008
- Ptilomera sumatranus Hungerford & Matsuda, 1965
- Ptilomera sumbaensis Hungerford & Matsuda, 1965
- Ptilomera sumizome Esaki, 1925
- Ptilomera tennaserim Vitheepradit & Sites, 2007
- Ptilomera tigrina Uhler, 1860
- Ptilomera timika D. Polhemus & J. Polhemus, 2001
- Ptilomera timorensis Hungerford & Matsuda, 1965
- Ptilomera waigeo D. Polhemus & J. Polhemus, 2001
- Ptilomera wapoga D. Polhemus & J. Polhemus, 2001
- Ptilomera werneri Hungerford & Matsuda, 1958
- Ptilomera wewak D. Polhemus & J. Polhemus, 2001
- Ptilomera yapenana D. Polhemus & J. Polhemus, 2001